# Joe Osmanski
Joseph Charles „Joe“ Osmanski (* 26. Dezember 1917 in Providence, Rhode Island, USA; † 24. Juli 1993 in Chicago, Illinois), Spitzname: Little Joe war ein US-amerikanischer American-Football-Spieler. Er spielte als Fullback in der National Football League (NFL), unter anderem bei den Chicago Bears.

## Spielerlaufbahn
Wie sein Bruder Bill Osmanski studierte Joe Osmanski am College of the Holy Cross. Er spielte als Fullback für deren Footballmannschaft. Im Jahr 1941 wurde er von den Washington Redskins in der 18 Runde an 170 Stelle gedraftet. Aufgrund seines Wehrdienstes im Zweiten Weltkrieg konnte er seine Spielerlaufbahn erst 1946 aufnehmen, nachdem ihn die Redskins an die Chicago Bears abgegeben hatten. Trainer der Bears war George Halas, der Joe Osmanski in der Offense der Mannschaft als Fullback einsetzte. Die Bears waren ein Spitzenteam in der NFL, die zahlreiche All-Star-Spieler wie den Quarterback Sid Luckman, den Runningback George McAfee oder die Offensive-Line-Spieler Bulldog Turner und Ed Sprinkle in seinen Reihen hatte. Auch der Bruder von Joe Osmanski Bill stand bei den Bears unter Vertrag. Osmanski konnte in seinem Rookiejahr mit der Mannschaft der Bears den NFL-Titel gewinnen. Im NFL Endspiel 1946 mussten sich die Giants mit 24:14 geschlagen geben.
In der Saison 1949 wechselte Joe Osmanski zu den New York Bulldogs und beendete nach dieser Saison seine Laufbahn. Nach seiner Spielerkarriere wurde er Footballtrainer von High-School-Footballmannschaften in Chicago. Joe Osmanski ist auf dem Maryhill Catholic Cemetery & Mausoleum in Niles, Illinois, beerdigt.